# Centrale nucleare di Fangchenggang
La centrale nucleare di Fangchenggang è una centrale nucleare cinese situata presso il villaggio di Hongsha nella zona economica del golfo di Beibu vicino a Bailong presso la città costiera di Fangchenggang, nella provincia del Guangxi, dista pochi km dal confine con il Vietnam. La centrale sarà composta da 2 reattori CPR1000, 2 HPR1000 e 2 AP1000.
Questo è il primo impianto cinese a sorgere in una zona di minoranze etniche cinesi.